# 第69回国民体育大会
第69回国民体育大会（だい69かいこくみんたいいくたいかい）は、2014年（平成26年）に開催された国民体育大会である。冬季大会スケート・アイスホッケー競技会は栃木県日光市、冬季大会スキー競技会は山形県、本大会は長崎県で開催された。
冬季スケート・アイスホッケー競技会の愛称はひかりの郷（さと） 日光国体。冬季スキー競技会の愛称はやまがた樹氷国体。
本大会の愛称は長崎がんばらんば国体。本大会スローガンは「君の夢 はばたけ今 ながさきから」。長崎で国体が行われるのは1969年（昭和44年）の創造国体以来、45年ぶり。閉会後の11月には、長崎県で第14回全国障害者スポーツ大会「長崎がんばらんば大会」が開催された。

## 大会期間
- 冬季スケート・アイスホッケー大会 1月28日～2月2日
- 冬季スキー大会 2月21日～24日
- 会期前実施（水泳・カヌー）9月7日～14日

※飛び込みは福岡県、カヌーは熊本県にて施行
- 本大会  10月12日～22日

## 大会スローガン
冬季大会スケート・アイスホッケー競技会（ひかりの郷 日光国体）
リンクに競う　夢と感動　広がる未来
冬季大会スキー競技会（やまがた樹氷国体）
樹氷輝き 人つどい 未来につなげ 君の元気
本大会（長崎がんばらんば国体）
君の夢 はばたけ今 ながさきから

## 大会マスコット
冬季大会スケート・アイスホッケー競技会（ひかりの郷 日光国体）
- 「とちまるくん」

冬季大会スキー競技会（やまがた樹氷国体）
- 「じゅっきーくん」
じゅっきーくんの父「たいきくん」は、山形県で1992年に開催された第47回国民体育大会（べにばな国体）のキャラクター[6]。

本大会（長崎がんばらんば国体）
- 「がんばくん」
- 「らんばちゃん」（大会愛称「がんばらんば」から）
長崎県鳥のオシドリをもとにマスコットが制作された[5]。がんばくん応援歌「はばたけがんばくん」[7]も制作され、開催決定セレモニーで披露された。（作詞 - 天野健司、作曲 - 高原綾、歌 - Haruna、振付 - 長崎女子短期大学幼児教育学科）

## イメージソング
本大会（長崎がんばらんば国体）
- 「Maestro」九州男

## 冬季大会

### スケート競技会・アイスホッケー競技会
第69回国民体育大会冬季大会スケート競技会・アイスホッケー競技会は、1月28日から2月2日を開催期間として栃木県日光市で行われた。テーマは「ひかりの郷（さと）　日光国体」、スローガンは「リンクに競う　夢と感動　広がる未来」。参加者数1,707名。

#### 実施競技・会場一覧
| 競技名                 | 競技名                   | 競技名                                   | 開催地 | 会場                                     |
| ---------------------- | ------------------------ | ---------------------------------------- | ------ | ---------------------------------------- |
| スケート               | スピード（詳細）         |                                          | 日光市 | 霧降スケートセンター                     |
| スケート               | ショートトラック（詳細） |                                          | 日光市 | 今市青少年スポーツセンタースケートリンク |
| スケート               | フィギュア（詳細）       |                                          | 日光市 | 日光霧降アイスアリーナ                   |
| アイスホッケー（詳細） | アイスホッケー（詳細）   |                                          | 日光市 | 日光霧降アイスアリーナ                   |
| アイスホッケー（詳細） | アイスホッケー（詳細）   | 細尾ドームリンク                         | 日光市 |                                          |
| アイスホッケー（詳細） | アイスホッケー（詳細）   | 今市青少年スポーツセンタースケートリンク | 日光市 |                                          |

### スキー競技会
第69回国民体育大会冬季大会スキー競技会は、2月21日から2月24日を開催期間として山形県山形市、上山市で行われた。テーマは「やまがた樹氷国体」、スローガンは「樹氷輝き 人つどい 未来につなげ 君の元気」。参加者数1,809名。

#### 実施競技・会場一覧
| 競技名 | 競技名                         | 競技名                               | 開催地                   | 会場                               |
| ------ | ------------------------------ | ------------------------------------ | ------------------------ | ---------------------------------- |
| スキー | ジャイアントスラローム（詳細） |                                      | 山形市                   | 蔵王温泉スキー場ハーネンカムコース |
| スキー | スペシャルジャンプ（詳細）     |                                      | 山形市                   | 山形市蔵王ジャンプ台               |
| スキー | コンバインド（詳細）           |                                      | 山形市                   | 山形市蔵王ジャンプ台               |
| スキー | 上山市                         | 上山・坊平高原クロスカントリー競技場 |                          |                                    |
| スキー | 上山市                         | 上山・坊平高原クロスカントリー競技場 | クロスカントリー（詳細） |                                    |

## 本大会
長崎がんばらんば国体は、長崎県内（離島を含む）を会場に、福岡県・熊本県を合わせ、正式種目37競技が行われた。（太字の競技は正式競技）

### 沿革
- 1997年（平成9年）1月17日 - 国体誘致委員会が発足。
- 2009年（平成21年）
  - 7月8日 - 第69回国体開催地を長崎県に内定。
  - 8月20日 - 長崎国体内定記念式典がホテルニュー長崎（長崎市）で開催。一般公募で決定された大会愛称とスローガンが発表。
  - 12月15日 - 一般公募により、大会マスコットが決定。
- 2010年（平成22年）4月24日 - 「さよなら県立諫早陸上競技場春まつり」[8]において、マスコットキャラクターが披露され、決定したマスコット名称（がんばくん）が発表。
- 2011年（平成23年）7月13日 - 第69回国体開催地を正式に長崎県と決定。
- 2013年（平成26年）6月 - 長崎県立総合運動公園陸上競技場の改修工事が完了。
- 2014年（平成26年）10月12日 - 長崎県立総合運動公園陸上競技場にて総合開会式が開催される。
  - 台風19号の接近により実施が危ぶまれたが、小雨の中開会式は開催された。
  - 天皇・皇后は上記の台風19号の接近により、予定されていた日程を切り上げ、開会式終了後に帰京。

### 実施競技・会場一覧
- 正式競技 - 都道府県対抗の得点対象となる競技（天皇杯・皇后杯対象競技）。
- 公開競技（以下「公開」）- 都道府県対抗の得点対象とならない競技のことをいい、高校野球（硬式・軟式）及び開催県が希望する競技。
- デモンストレーションスポーツ行事（以下「デモスポ行事」） - 正式競技とは別に、国体開催県において広く親しまれているもの、又は、今後普及する見込みがあるスポーツ競技。

#### 長崎県外
- 水泳（飛び込み） - 福岡県立総合プール（福岡市）
- クレー射撃 - 熊本県総合射撃場（上益城郡益城町）
- カヌー - 球磨川特設カヌー競技場（人吉市）

#### 長崎県県南
長崎市
- 水泳（競泳・シンクロ・水球） - 長崎市民総合プール（松山町）
- テニス - 長崎市総合運動公園（かきどまり）、長崎市営庭球場（松山町）
- ボート - 長崎県形上湾ボート場（琴海大平町）
- 体操 - 長崎県立総合体育館（油木町）
- バスケットボール男子 - 長崎県立総合体育館（油木町）、三菱重工総合体育館、長崎市民体育館
- セーリング - 長崎サンセットマリーナ（福田町）
- バドミントン - 長崎市民体育館
- ライフル射撃 - 長崎県小江原射撃場、長崎県立長崎北高等学校体育館、長崎県警察学校射撃場（いずれも小江原）
- ラグビーフットボール - 長崎市総合運動公園（かきどまり）
- ボウリング - 長崎ラッキーボウル（大橋町）
- 高校硬式野球（公開）- 長崎県営野球場（大橋町）
- ビリヤード（デモスポ行事）- 長崎ブリックホール
- けん玉（デモスポ行事）- 長崎市立山里小学校体育館
- お手玉（デモスポ行事）- 長崎市立桜町小学校体育館

西彼杵郡
- ソフトボール成年男子 - とぎつ海と緑の運動公園（時津町）
- ソフトボール少年女子 - 長与総合公園（長与町）
- ターゲット・バードゴルフ（デモスポ行事）- 長与町健康広場高田（長与町）

西海市
- 新体操 - 西海市大瀬戸総合運動公園体育館（大瀬戸地区）
- 3B体操[9]（デモスポ行事）- 西海市西彼総合体育館（西彼地区）

#### 島原
島原市
- サッカー成年男子・女子 - 島原市営陸上競技場、島原市営平成町多目的広場、島原市人工芝グラウンド（仮称）
- バレーボール少年男子 - 島原復興アリーナ
- レスリング - 島原復興アリーナ
- 弓道 - 島原市立体育館弓道場（仮称）、島原市特設遠的弓道場（仮称）

雲仙市
- サッカー少年男子 - 国見総合運動公園多目的芝生広場、長崎県立百花台公園サッカー場（国見地区）
- ボクシング - 吾妻体育館（吾妻地区）
- 雲仙アヅマクロス[10]（デモスポ行事）- 小浜体育館（小浜地区）

南島原市
- アクアスロン（デモスポ行事）- マリンパークありえ（有家地区）
- マリンスポーツ（デモスポ行事）- マリンパークありえ（有家地区）

#### 長崎県県央
諫早市
- 陸上競技 - 長崎県立総合運動公園陸上競技場
- バレーボール成年男子 - 飯盛体育館・森山スポーツ交流館、成年女子 - 諫早市中央体育館
- ウエイトリフティング - 長崎県立諫早農業高等学校第1体育館・第2体育館
- フェンシング - 諫早市中央体育館
- 柔道 - 小野体育館
- ゴルフ成年男子・女子 - 長崎国際ゴルフ倶楽部、喜々津カントリー倶楽部

大村市
- バスケットボール女子 - 体育文化センター
- 卓球 - 体育文化センター
- ソフトボール少年男子 - 大村市野球場、森園運動広場
- 山岳（リード）- 長崎県立大村高等学校クライミングウォール
- 山岳（ボルダリング）- 大村公園山岳競技特設会場。
- 銃剣道 - 長崎県立大村工業高等学校体育館
- ゴルフ少年男子 - 大村湾カントリー倶楽部
- パラグライディング（デモスポ行事）- 琴平スカイパーク
- グラウンド・ゴルフ（デモスポ行事） - 大村市陸上競技場

東彼杵郡
- ホッケー少年男子・女子 - 川棚大崎半島多目的交流広場（川棚町）
- ゲートボール（デモスポ行事）- 新港グラウンド（東彼杵町）
- グラウンド・ゴルフ（デモスポ行事）- 鴻ノ巣公園グラウンド（波佐見町）

#### 長崎県県北・離島
佐世保市
- ホッケー成年男子・女子 - 長崎県立佐世保青少年の天地
- バレーボール少年女子 - 佐世保市体育文化館
- ハンドボール - 佐世保市東部スポーツ広場体育館（仮称）、長崎県立佐世保西高等学校体育館、海上自衛隊平瀬体育館、海上自衛隊佐世保教育隊体育館
- 自転車（トラック）- 佐世保競輪場
- ソフトテニス - 佐世保市総合グラウンド庭球場
- 軟式野球 - 佐世保市総合グラウンド野球場、吉井野球場、千鳥越野球場
- アーチェリー - 佐世保市総合グラウンド陸上競技場
- 空手道 - 佐世保市体育文化館
- 3B体操[9]（デモスポ行事）- 佐世保市総合グラウンド陸上競技場
- スポーツチャンバラ（デモスポ行事）- 佐世保市立祇園中学校体育館

松浦市
- なぎなた - 松浦市文化会館
- ソフトバレーボール（デモスポ行事） - 松浦市文化会館

平戸市
- 軟式野球 - 平戸市総合運動公園、「ライフカントリー」赤坂野球場、生月町勤労者体育センター
- 相撲 - 平戸文化センター

北松浦郡
- ジュニアソフトテニス（デモスポ行事）- 佐々勤労者総合スポーツ施設（サン・ビレッジさざ）（佐々町）
- 歴史探訪ウォーキング（デモスポ行事）- 小値賀島一円（小値賀町）

南松浦郡
- グラウンド・ゴルフ（デモスポ行事） - 有川運動公園、新魚目グラウンド（新上五島町）

五島市
- 剣道 - 五島市中央公園市民体育館
- 高校軟式野球（公開） - 五島市中央公園野球場
- トライアスロン（公開） - 富江特設会場
- ペタンク（デモスポ行事）- 岐宿運動場
- 綱引（デモスポ行事）- 奈留総合体育館
- グラウンド・ゴルフ（デモスポ行事）- 三井楽町運動場

壱岐市
- 自転車（ロードレース）
- ソフトボール成年女子 - 大谷公園ソフトボール球場（郷ノ浦地区）、壱岐市ふれあい広場多目的広場（芦辺地区）

対馬市
- パワーリフティング（デモスポ行事） - 対馬市厳原体育館（厳原地区）

## 総合成績
天皇杯・皇后杯の総合成績は次の通り。
天皇杯
- 1位 - 長崎県
- 2位 - 東京都
- 3位 - 愛知県

皇后杯
- 1位 - 東京都
- 2位 - 長崎県
- 3位 - 愛知県

## 関連事項
- 国民体育大会
- 創造国体（1969年（昭和44年）に長崎県で行われた）